# Quest Pistols Show
QUEST PISTOLS (до 2014 року Quest Pistols, до 2022 року Quest Pistols Show) — український поп/поп-рок гурт, створений у 2007 році. Автори та виконавці хітів «Я устал», «Дни гламура», «Белая стрекоза любви». Стали найкращим виконавцем України на MTV Europe Music Awards 2008.

## Історія гурту
Група з'явилася із танцювального балету «Quest» хореографа та продюсера Юрія Бардаша.
У 2002 році Бардаш переїхав із рідного Алчевська до Києва, де невдовзі познайомився з Микитою Горюком, який тоді танцював брейк-данс у колективі Force та був відомий під псевдонімом Бампер. Через рік, коли Бардаша взяли в мюзикл «Екватор», і він почав набирати танцюристів-трюкачів, до них на перегляд прийшов танцюрист гурту «Антишок» Костянтин Боровський, в якого Бардаш помітив «дуже цікаві рухи» і наполіг на його прийомі до колективу. Після згортання мюзиклу, Бардаш заснував свій балет, у який набирав «людей з вулиці». Тоді до колективу долучився Антон Савлепов, що приїхав до столиці з глибинки, але був дуже талановитим у брейк-дансі. У такому складі вони танцювали два роки.
1 квітня 2007 року вони виступили вперше на першоквітневому випуску телепередачі «Шанс» як музичний гурт, а не балет, з піснею «Дні Гламуру, згоріли». Всі учасники є професійними танцюристами та не мають музичної освіти. За плечима гурту тур по містах України. Тексти пісень писала Ізольда Четха (псевдонім фронтмена гурту «Димна Суміш» Олександра Чемерова), за винятком пісні «Белая стрекоза любви», автор якої юний музикант Микола Воронов.
Гурт здобув нагороду MTV Europe Music Awards як найкращий виконавець України 2008 року.
10 лютого 2011 року надійшло повідомлення про те, що Антон Савлепов вирішив покинути групу. Але вже через тиждень в пресі з'явилася заява Антона про те, що він передумав і вирішив повернутися назад.
У серпні 2011 року група поповнилася четвертим учасником. Ним став Данило Мацейчук (Дэниел Джой).
У вересні 2011 року групу покинув Костянтин Боровський, який займався художньою фотографією і різними артпроєктами.
У червні 2013 року, після двох років співпраці, Данило Мацейчук покидає колектив з метою створення власного проєкту.
У 2016 році початкові учасники гурту Quest Pistols — Антон Савлепов, Микита Горюк і Костянтин Боровський — створили свій власний проєкт «АГОНЬ».
У 2022 році гурт переклав свій хіт «Ты так красива» українською мовою. Музиканти взяли участь у благодійному концерті у Польщі й тепер пісня звучить як «Ти неймовірна». 
У 2025 переклали трек «Разные». Під цей трек у ТікТоці зняла відео американська модель Белла Хадід .

## Колишні учасники

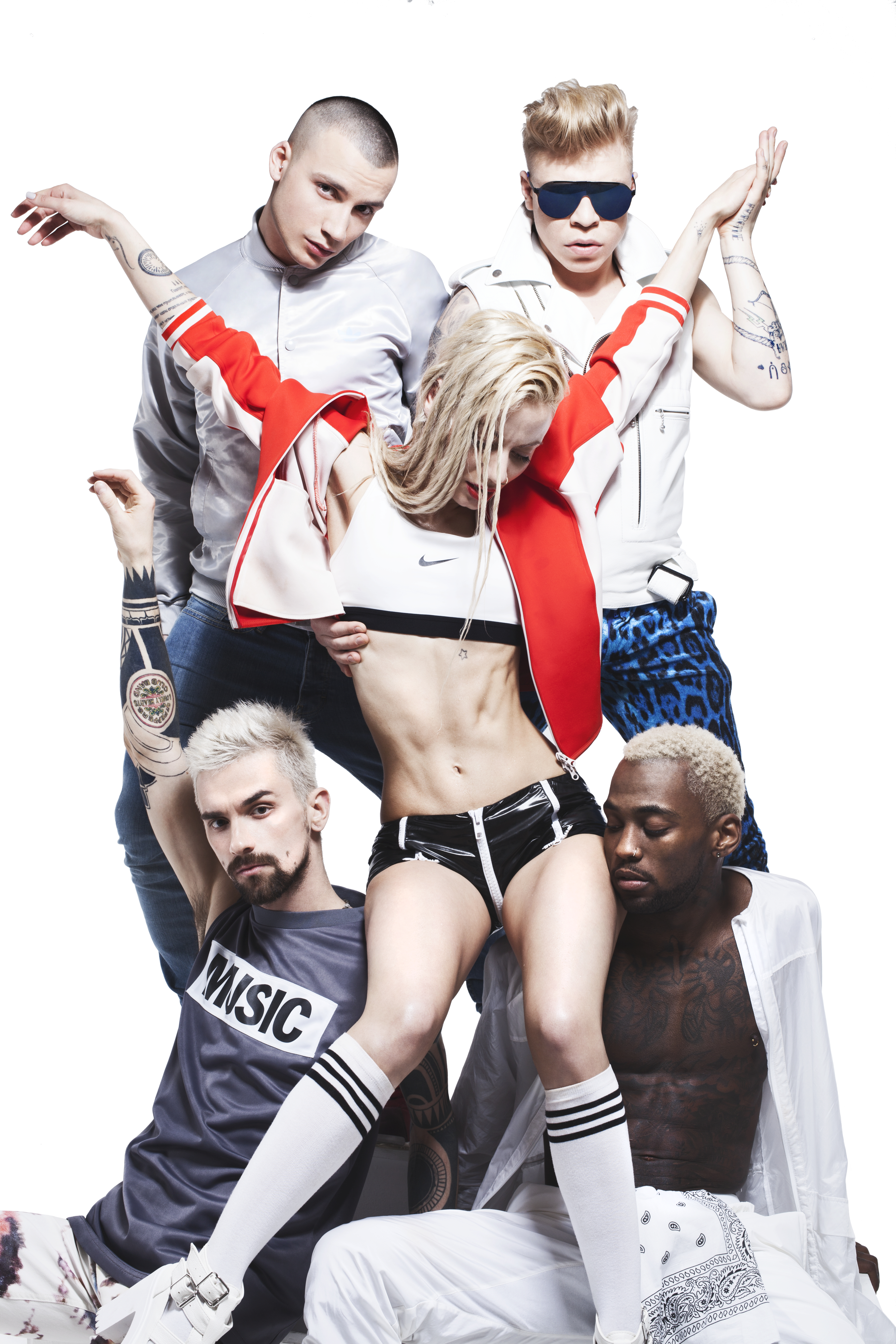
Quest Pistols Show, березень 2015.

- Данило Мацейчук
- Іван Криштофоренко
- Вашингтон Саллес
- Маріам Туркменбаєва

## Дискографія
| Рік  | Відеокліп                                  | Склад |
| ---- | ------------------------------------------ | --- |
| 2007 | Я устал                                    | Антон Савлепов, Микита Горюк, Костянтин Боровский                                                        |
| 2007 | Дни гламура                                | Антон Савлепов, Микита Горюк, Костянтин Боровский                                                        |
| 2008 | Для тебя                                   | Антон Савлепов, Микита Горюк, Костянтин Боровский                                                        |
| 2008 | Клетка                                     | Антон Савлепов, Микита Горюк, Костянтин Боровский                                                        |
| 2009 | Белая стрекоза любви                       | Антон Савлепов, Микита Горюк, Костянтин Боровский                                                        |
| 2009 | Он рядом                                   | Антон Савлепов, Микита Горюк, Костянтин Боровский                                                        |
| 2010 | Я твой наркотик                            | Антон Савлепов, Микита Горюк, Костянтин Боровский                                                        |
| 2010 | Революция (спільно з Артуром Пирожковим)   | Антон Савлепов, Микита Горюк, Костянтин Боровский                                                        |
| 2011 | Ты так красива                             | Антон Савлепов, Микита Горюк, Костянтин Боровский                                                        |
| 2011 | Ты похудела (спільно з Лолітою Мілявською) | Антон Савлепов, Микита Горюк, Данило Мацейчук                                                            |
| 2012 | Разные                                     | Антон Савлепов, Микита Горюк, Данило Мацейчук                                                            |
| 2013 | Забудем все                                | Антон Савлепов, Микита Горюк, Данило Мацейчук                                                            |
| 2013 | Жара                                       | Антон Савлепов, Микита Горюк                                                                             |
| 2014 | Baby Boy                                   | Антон Савлепов, Микита Горюк                                                                             |
| 2014 | Бит (совместно с Secret Q)                 | Антон Савлепов, Микита Горюк                                                                             |
| 2014 | Санта Лючия                                | Антон Савлепов, Микита Горюк, Маріам Туркменбаєва, Вашингтон Саллес, Іван Криштофоренко                  |
| 2015 | Мокрая (ft. MONATIK)                       | Антон Савлепов, Микита Горюк, Маріам Туркменбаєва, Вашингтон Саллес, Іван Криштофоренко                  |
| 2015 | Пришелец                                   | Антон Савлепов, Микита Горюк, Данило Мацейчук, Іван Криштофоренко, Вашингтон Саллес, Маріам Туркменбаєва |
| 2016 | Непохожие                                  | Данило Мацейчук, Іван Криштофоренко, Вашингтон Саллес, Маріам Туркменбаєва                               |
| 2016 | Круче Всех (feat. Open Kids)               | Данило Мацейчук, Іван Криштофоренко, Вашингтон Саллес, Маріам Туркменбаєва                               |
| 2017 | Любимка                                    | Данило Мацейчук, Іван Криштофоренко, Вашингтон Саллес, Маріам Туркменбаєва                               |
| 2017 | «Ух ты какой!» (feat. Magicool)            | Данило Мацейчук, Іван Криштофоренко, Вашингтон Саллес, Маріам Туркменбаєва                               |
| 2018 | Убью (feat. Constantine)                   | Данило Мацейчук, Іван Криштофоренко, Вашингтон Саллес, Маріам Туркменбаєва                               |
| 2018 | «Пей вода»                                 | Данило Мацейчук, Іван Криштофоренко, Вашингтон Саллес, Маріам Туркменбаєва                               |
| 2019 | Босоногий мальчик                          | Данило Мацейчук, Іван Криштофоренко, Вашингтон Саллес                                                    |
| 2019 | На Байке                                   | Данило Мацейчук, Іван Криштофоренко, Вашингтон Саллес                                                    |
| 2019 | Сладкоежка (feat. VANO)                    | Данило Мацейчук, Іван Криштофоренко, Вашингтон Саллес                                                    |
| 2020 | Тесно                                      | Данило Мацейчук, Іван Криштофоренко, Вашингтон Саллес, Маріам Туркменбаєва, Микита Горюк, Антон Савлепов |
| 2022 | Ти неймовірна                              | Антон Савлепов, Микита Горюк, Костянтин Боровский                                                        |
| 2023 | Я Твій Наркотик                            | Антон Савлепов, Микита Горюк, Костянтин Боровский                                                        |
| 2023 | Хто Ми Є                                   | Антон Савлепов, Микита Горюк, Костянтин Боровский                                                        |
| 2024 | Божевільна                                 | Антон Савлепов, Микита Горюк, Костянтин Боровский                                                        |
|      | Дівчина (Parfeniuck &Wellboy)              | Антон Савлепов, Микита Горюк, Костянтин Боровский                                                        |
| 2025 | Різні                                      | Антон Савлепов, Микита Горюк, Костянтин Боровский                                                        |